# Jidda
Jidda, en arabe جزيرة جدة, est une île de Bahreïn située dans le golfe de Bahreïn, dans le golfe Persique.
L'île est située au nord-ouest de l'île de Bahreïn et au nord de celle d'Umm an Nasan à laquelle elle est reliée par une chaussée de 1,6 km de long. 
Il s'agit d'une île privée, interdite au public, qui appartenait à l'ancien Premier ministre de Bahreïn Khalifa ben Salmane Al Khalifa, qui n'était autre que l'oncle de Hamad bin Isa Al Khalifa, roi de Bahreïn. Celui-ci y disposait d'un palais avec jardins, mosquée, hélisurface, et autres commodités. 
Auparavant, elle abritait une prison où furent internés des opposants au régime dans les années 1960-1970 comme Majeed Marhoon et Abdulhadi Khalaf.
On estime également que les blocs de calcaire sculptés qui ont servi à ériger les trois Temples de Barbar au nord-ouest de l'île de Bahreïn,  viennent de Jidda.